# Eduardo Giansanti
Eduardo Giansanti, conhecido como Pasqualon (Pésaro, 18 de setembro de 1852 - Pésaro, 21 de setembro de 1932) foi um poeta italiano. Quase cego, coxo, com um chapéu alto preto na cabeça e um longo manto, rico apenas em seu humor, uma voz de trovão declamou versos em dialeto nas ruas de Pesaro.
Pasqualon, que se tornou o poeta do povo de Pesaro, era recebido com simpatia por todos, e vivia do pouco que lhe era dado. As pessoas o ouviam com respeito, talvez por causa de sua figura e voz que se impunha aos transeuntes.

## Biografia
Nasceu durante a ocupação dos austríacos que havia restaurado o Vaticano. Francis foi o pai de Zagarolo e em 1847 mudou-se para Pesaro, onde se casou com Maria Berardi de Cartoceto, uma viúva sem filhos. Eduardo era o terceiro de cinco filhos e foi o único a sobreviver.
A morte prematura de sua mãe em 1862 encontra Eduardo, apenas 10 anos, em grande dificuldade, e em breve sem qualquer apoio. O pai vai se casa de novo  três meses depois com Anna Maria Pergolini, e Eduardo em breve é abandonado por ambos.

### Solidão
Deixado sem família, sem emprego e sem apoio, partiu para Roma em busca de seu pai, mas não foi capaz de acomodar-se dentro da nova família. Na vida da cidade grande vive de pequenos trabalhos, mas com fome. Por um curto período de tempo torna-se monge em sinal de gratidão aos homens que o salvaram da morte. Também acaba na prisão por vadiagem, em março 1878 retornou ao Pesaro.
Em 1880, agora cego, desesperado, no auge da depressão, passou algum tempo em um hospital psiquiátrico, onde ele se apaixona por poesia oral. Naquela época, compõe uma grande quantidade de versos, que são  grande sucesso.

### A salvação em versos
Quando foi liberada do hospital psiquiátrico, cego e coxo, começa uma nova vida nas ruas de sua cidade, onde ele recita seus poemas nas praças e ruas.
Seus poemas falam da vida cotidiana da época e as rápidas mudanças sociais do início do século. Os poemas são destinados à recitação para o público nas esquinas, nas feiras e  tavernas do país. É a voz do leiloeiro, do narrador, das pessoas que riem e ouvem atordoadas. Será lembrado por todas elas em seus corações até o fim de seus dias.
Em março de 1887, em Pesaro é publicado o primeiro volume de Pasqualoneidi. Sua carreira poética culmina com o primeiro prêmio na Exposição Regional de poesia oral do Macerata em 1905.
Mas a felicidade poética não corresponde à felicidade material. Vive pobre até o fim de seus dias, e dependeu sempre da esmola que as pessoas doam de bom grado nas ruas da cidade.